# Куні Вейленд
Куні Вейленд (англ. Cooney Weiland, 5 листопада 1904, Сіфорт — 3 липня 1985) — канадський хокеїст, що грав на позиції центрального нападника. Згодом — хокейний тренер.
Член Зали слави хокею з 1971 року. Володар Кубка Стенлі. Провів понад 500 матчів у Національній хокейній лізі.

## Ігрова кар'єра
Хокейну кар'єру розпочав 1921 року.
Разом з Дітом Клеппером та Датчем Гейнором складали найбільш грізну трійку нападників того часу в клубі «Бостон Брюїнс».
Перед сезоном 1935/36 його разом з Вольтером Басвеллом обміняли з «Детройт Ред-Вінгс» до «Бостон Брюїнс» у зворотному напрямку вирушили Марті Беррі та Арт Жіру.
Протягом професійної клубної ігрової кар'єри, що тривала 15 років, захищав кольори команд «Бостон Брюїнс», «Оттава Сенаторс» та «Детройт Ред-Вінгс».
Загалом провів 554 матчі в НХЛ, включаючи 45 ігор плей-оф Кубка Стенлі.

## Тренерська робота
1939 року розпочав тренерську роботу в НХЛ. Тренерська кар'єра обмежилася роботою з командою «Бостон Брюїнс».

## Нагороди та досягнення
- Друга команда всіх зірок НХЛ — 1935.
- Перша команда всіх зірок НХЛ — 1941 (як тренер).
- Трофей Лестера Патріка — 1972.

## Статистика
| Сезон        | Клуб                   | Ліга         | Регулярний сезон | Регулярний сезон | Регулярний сезон | Регулярний сезон | Регулярний сезон | Плей-оф | Плей-оф | Плей-оф | Плей-оф | Плей-оф |
| Сезон        | Клуб                   | Ліга         | І                | Г                | П                | О                | ШХ               | І       | Г       | П       | О       | ШХ      |
| ------------ | ---------------------- | ------------ | ---------------- | ---------------- | ---------------- | ---------------- | ---------------- | ------- | ------- | ------- | ------- | ------- |
| 1921–22      | «Сіфорт Гайлендерс»    | ОХА          | —                | —                | —                | —                | —                | —       | —       | —       | —       | —       |
| 1922–23      | «Оуен-Саунд Дж. Грейс» | ОХА          | —                | —                | —                | —                | —                | —       | —       | —       | —       | —       |
| 1923–24      | «Оуен-Саунд Дж. Грейс» | ВМ           | 9                | 33               | 5                | 38               | —                | —       | —       | —       | —       | —       |
| 1923–24      | «Оуен-Саунд Дж. Грейс» | МК           | —                | —                | —                | —                | —                | —       | —       | —       | —       | —       |
| 1924–25      | «Міннеаполіс Рокетс»   | USAHA        | 35               | 8                | 0                | 8                | —                | —       | —       | —       | —       | —       |
| 1925–26      | «Міннеаполіс Міллерс»  | АХА          | 26               | 10               | 4                | 14               | 20               | —       | —       | —       | —       | —       |
| 1926–27      | «Міннеаполіс Міллерс»  | АХА          | 36               | 21               | 2                | 23               | 30               | —       | —       | —       | —       | —       |
| 1927–28      | «Міннеаполіс Міллерс»  | АХА          | 40               | 21               | 5                | 26               | 34               | —       | —       | —       | —       | —       |
| 1928–29      | «Бостон Брюїнс»        | НХЛ          | 42               | 11               | 7                | 18               | 16               | 5       | 2       | 0       | 2       | 2       |
| 1929–30      | «Бостон Брюїнс»        | НХЛ          | 44               | 43               | 30               | 73               | 27               | 6       | 1       | 5       | 6       | 2       |
| 1930–31      | «Бостон Брюїнс»        | НХЛ          | 44               | 25               | 13               | 38               | 14               | 5       | 6       | 3       | 9       | 2       |
| 1931–32      | «Бостон Брюїнс»        | НХЛ          | 46               | 14               | 12               | 26               | 20               | —       | —       | —       | —       | —       |
| 1932–33      | «Оттава Сенаторс»      | НХЛ          | 48               | 16               | 11               | 27               | 4                | —       | —       | —       | —       | —       |
| 1933–34      | «Оттава Сенаторс»      | НХЛ          | 9                | 2                | 0                | 2                | 4                | —       | —       | —       | —       | —       |
| 1933–34      | «Детройт Ред-Вінгс»    | НХЛ          | 39               | 11               | 19               | 30               | 6                | 9       | 2       | 2       | 4       | 4       |
| 1934–35      | «Детройт Ред-Вінгс»    | НХЛ          | 48               | 13               | 25               | 38               | 10               | —       | —       | —       | —       | —       |
| 1935–36      | «Бостон Брюїнс»        | НХЛ          | 48               | 13               | 14               | 27               | 15               | 2       | 1       | 0       | 1       | 2       |
| 1936–37      | «Бостон Брюїнс»        | НХЛ          | 48               | 6                | 9                | 15               | 6                | 3       | 0       | 0       | 0       | 0       |
| 1937–38      | «Бостон Брюїнс»        | НХЛ          | 48               | 11               | 12               | 23               | 16               | 3       | 0       | 0       | 0       | 0       |
| 1938–39      | «Бостон Брюїнс»        | НХЛ          | 47               | 7                | 9                | 16               | 9                | 12      | 0       | 0       | 0       | 0       |
| Усього в НХЛ | Усього в НХЛ           | Усього в НХЛ | 509              | 173              | 160              | 333              | 147              | 45      | 12      | 10      | 22      | 12      |

## Тренерська статистика
| Команда         | Сезон        | Регулярний сезон | Регулярний сезон | Регулярний сезон | Регулярний сезон | Регулярний сезон | Регулярний сезон | Плей-оф              |
| Команда         | Сезон        | І                | В                | П                | Н                | О                | Місце            | Результат            |
| --------------- | ------------ | ---------------- | ---------------- | ---------------- | ---------------- | ---------------- | ---------------- | -------------------- |
| «Бостон Брюїнс» | 1939–40      | 48               | 31               | 12               | 5                | 67               | 1-ше в НХЛ       | Програш у півфіналі  |
| «Бостон Брюїнс» | 1940–41      | 48               | 27               | 8                | 13               | 67               | 1-ше в НХЛ       | Здобули Кубок Стенлі |
| Усього в НХЛ    | Усього в НХЛ | 96               | 58               | 20               | 18               |                  |                  |                      |